# Klenje (Golubac)
Pour les articles homonymes, voir Klenje.
Klenje (en serbe cyrillique : Клење) est un village de Serbie situé dans la municipalité de Golubac, district de Braničevo. Au recensement de 2011, il comptait 383 habitants.

## Démographie

### Évolution historique de la population
| 1948 | 1953 | 1961 | 1971 | 1981 | 1991 | 2002 | 2011 |
| ---- | ---- | ---- | ---- | ---- | ---- | ---- | ---- |
| 884  | 960  | 967  | 852  | 794  | 655  | 493  | 383  |

|  |